# Шишкарьова Кристина Володимирівна
Кристина Володимирівна Шишкарьова (нар. 6 вересня 1982, м. Київ) — українська хореографка, режисерка, кураторка мистецьких проєктів, викладачка сучасного танцю, лекторка та авторка методик з сучасного танцю, віцепрезидентка Всеукраїнської асоціації «Платформа сучасного танцю України». Засновниця «Totem Dance Group» (школа сучасного танцю та театр танцю), засновниця та художня керівниця перформативно-дослідницького міждисциплінарного проєкту «Monada Dance Project».

## Життєпис

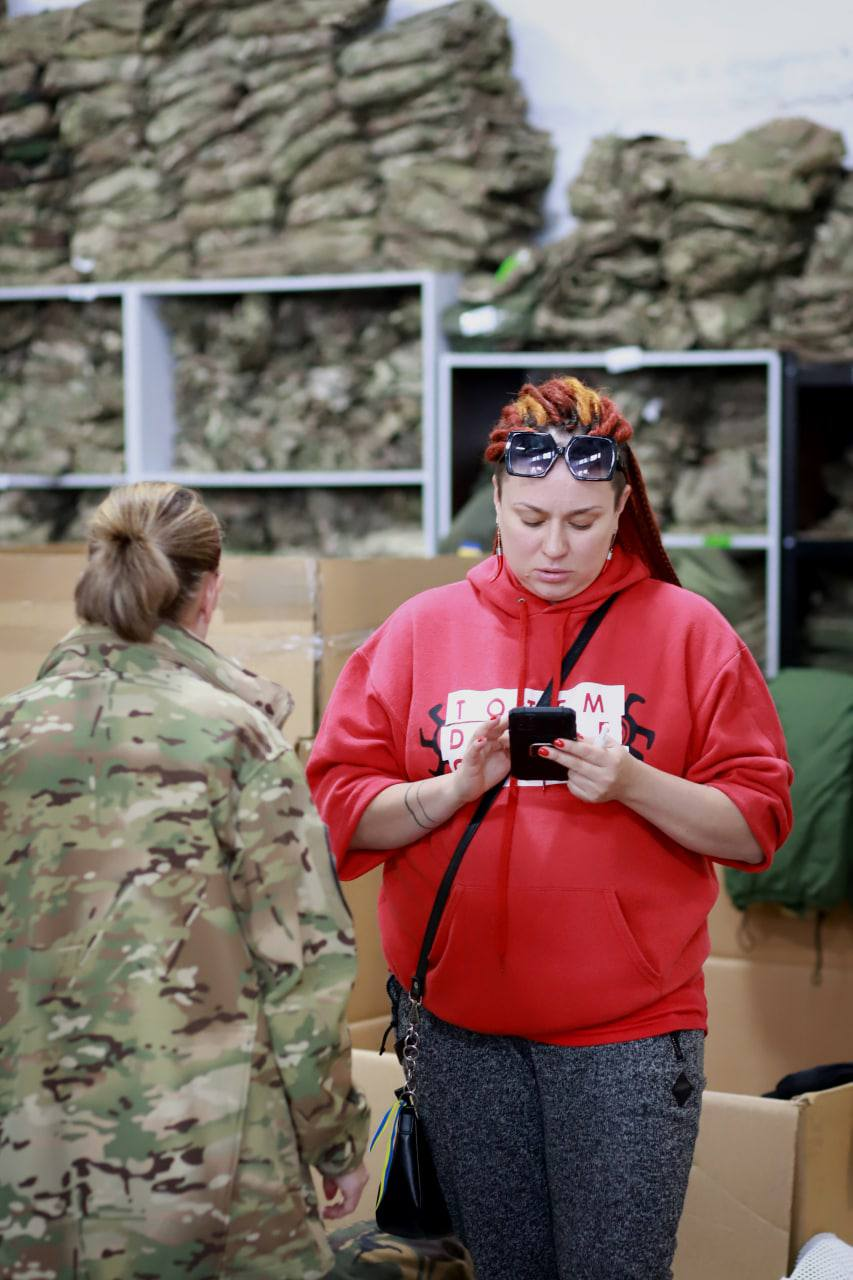
Кристина Шишкарьова під час волонтерської діяльності

Народилась у творчій родині: мати Тетяна Петрівна Шишкарьова – майстриня з пошиття костюмів, костюмерка; батько Володимир Володимирович Шишкарьов – артист балету Національної опери України.

### Ранній період
Здобула освіту в Українській академії танцю «Класік» та Київському національному університеті культури і мистецтв, де спеціалізувалась на сучасній класичній хореографії під керівництвом провідних викладачів та кураторів (майстерня Аніко Рехвіашвілі). З 2002-го працює як викладачка та хореографка.
Працювала хореографкою на телевізійних проєктах «Star Academy 2,4» (LBC, Ліван, 2004–2005) та перших двох сезонах «Танцюють всі!» на «СТБ» (2008–2009); на фестивалях d&b музики «Піратська станція» в МВЦ (2009–2011). На «ГогольFest» (2014–2018), «Porto Franko» (2016–2018) та «Dnepr Modern» – кураторка хореографічних блоків фестивалів; директорка фестивалю сучасної хореографії «Dance!Dance…Dance?» (2017–2019). У період з 2010 по 2014 роки – балетмейстерка-постановниця Київського муніципального академічного театру опери та балету.
Займається викладацькою діяльністю. Викладачка модерн джаз танцю у «Київ Модерн-балет» – трупа Раду Поклітару (2008–2013); викладачка сучасного танцю у Київському національному університеті культури і мистецтв (2012–2015); авторка, кураторка та викладачка курсів «Pro Teacher» (для викладачів), «Creative Pro» та «Made by me» (для хореографів), «Contemporary Basement Dance Course» та «Totem PRO Dancer» (для танцівників), «Creative Mind» (2014-2023). З 2024-го – старша викладачка кафедри хореографії у Київській муніципальній академії естрадного та циркового мистецтв.
Творчі підходи Кристини Шишкарьової також можна побачити в роботах для театру, телебачення та музичних відео. Наприклад, вона була хореографкою для популярних телевізійних шоу, таких як «Танцюють всі» (СТБ), а також для міжнародних проектів, включно із «Star Academy» (Ліван) та «Pirate Station» (МВЦ).
Проєкти Христини Шишкарьової представлено на міжнародних фестивалях сучасного танцю як в Україні так і в Європі. Є засновницею фестивалів («4DCD Art Festival», «Dance! Dance… Dance?», «Totem Dance Solo Festival»), бере участь як член журі на численних міжнародних конкурсах (німецький «Solo Tanz Theater» у Штутгарті, італійські «Premio Doc» у Неаполі та «Gubbio Dance Week», польський «World of Dance»).
Досліджує нові форми вираження, поєднуючи танець з іншими видами мистецтва, такими як ШІ, відеоарт, театр та музика. Як результат – з'явилися інтердисциплінарні проєкти, серед яких «Red Room», «Три соло: Краса, Здоров’я, Любов, Fb», «Лот 2», «Реконструкція», «Гра, Пам’ять Майбутнього» тощо.

### «Totem Dance Group»
2008 року заснувала компанію «Totem Dance Group», яка включає в себе танцювальну трупу, школу сучасного танцю та команду організаторів фестивальних програм.

### «Monada Dance Project»
2023 року заснувала «Monada Dance Project» – платформу для пошуку та розвитку автентичного сучасного танцю України. Основне завдання – об'єднати творчих людей, які мають сміливість шукати нові форми та вираження у танці, а також сприяти популяризації українського танцю на міжнародній арені.

### Новітній час
Виступила експерткою IV Всеукраїнського театрального фестивалю-премії «Гра» (2024). Є авторкою численних танцювальних вистав, перформансів та проєктів, що об'єднують традиційні та сучасні елементи хореографії. Має у доробку вистави та проєкти, які отримали визнання на міжнародній арені.
Активно займається розвитком сучасного танцю через освіту та кураторство. Є авторкою курсів для хореографів та танцівників («Pro Teacher», «Made by me», «Contemporary Basement Dance Course»), також є кураторкою хореографічних блоків престижних фестивалів («ГогольFest», «Porto Franko Festival», «Zelyonka-fest» тощо).

## Творчі досягнення

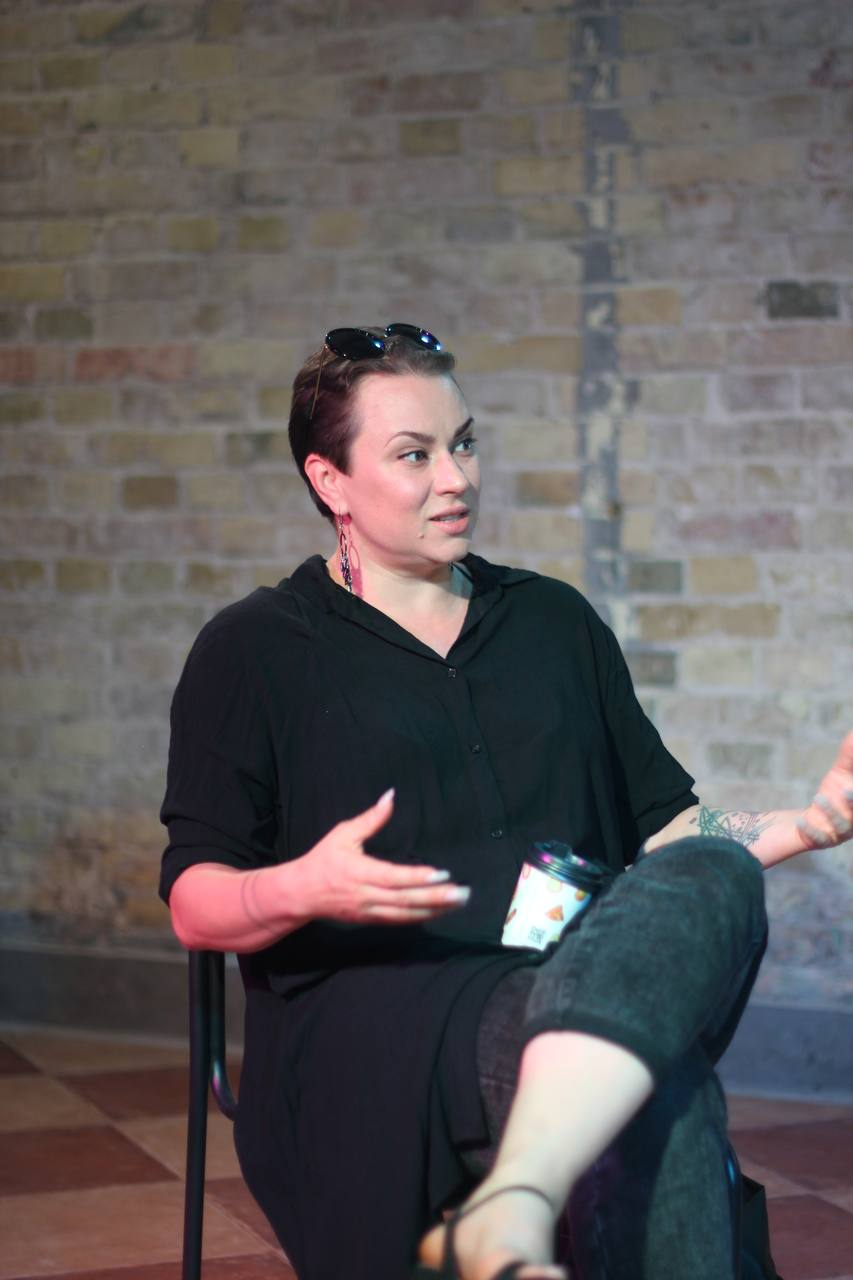
2025

2009: Художня керівниця школи танцю «Талант» (Наталя Могилевська). Перформерка в театрі танцю «Soul b» (Костянтин Томільченко).
2010: Асистентка Джеквіла Найта (Хореограф Бейонс Ноулз), Сафура Алізаде (Євробачення).
2010 рік
Хореографка заслуженої артистки України Ольги Крюкової та Alex band (Національна опера України).
Викладачка модерн джаз танцю на телевізійному шоу Танцюють всі-3.
Співорганизаторка показу перформансу хореографа Тоні Сігала «The Kiss» (PinchukArtCentre, «Сексуальність та трансцендентність»).
2013 рік
Створення професійної освітньої платформи для танцівників «Toteм Dance Pro».
Шоукейс міжнародного фестивалю Zelyonka-fest.
2015 рік
Викладачка освітнього проєкту Contemporary Dance Weekend.
2016 рік
Онлайн лекції в проєкті Topping.
Викладачка  Atmasfera Dance Camp.
Кураторка та викладачка курсу для педагогів modern jazz танцю «Pro Teacher».
2019 рік

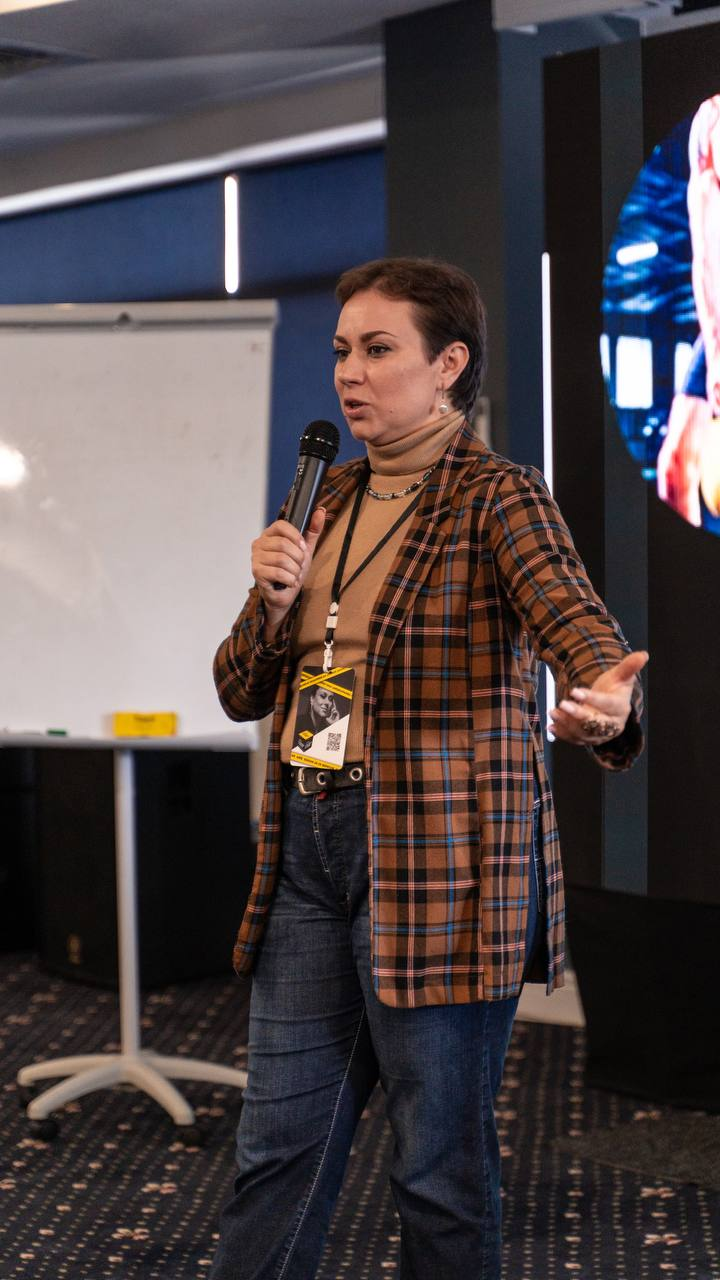
Кристина Шишкарьова, українська хореографка

Суддя Міжнародного конкурсу Premio Doc (Naples, Italy).
Директорка фестивалю сучасного танцю «4DCD Art Festival» (Київ).
2020 рік
Авторка курсу сучасного танцю для артистів Національної опери України.
Авторка мініатюри «Видіння опівночі» для провідних солістів Національної опери України.
Спікерка форуму Креативних та культурних індустрій.
2021 рік
Педагогиня та тьюторка дитячої мультидисциплінарної резиденції «Я ТУТ».
Членкиня комісії на заміщення вакантних посад артистів балету Національної Опери України.

## Кураторська діяльність
- 2013 — конференція «Сучасний танець України» (ініциаторка, організаторка та модераторка)
- 2013 — спеціальна освітня програма для хореографів «Creative Pro» (авторка ідеї та кураторка)
- 2017 — україно-швейцарський проєкт «The Ark», реж. Влад Троїцький (кураторка)
- 2018 — курсу для хореографів «Made by me» (кураторка)
- 2019 — міжнародна школа сучасного танцю «UCIDS workshops» (кураторка)

## Членкиня журі

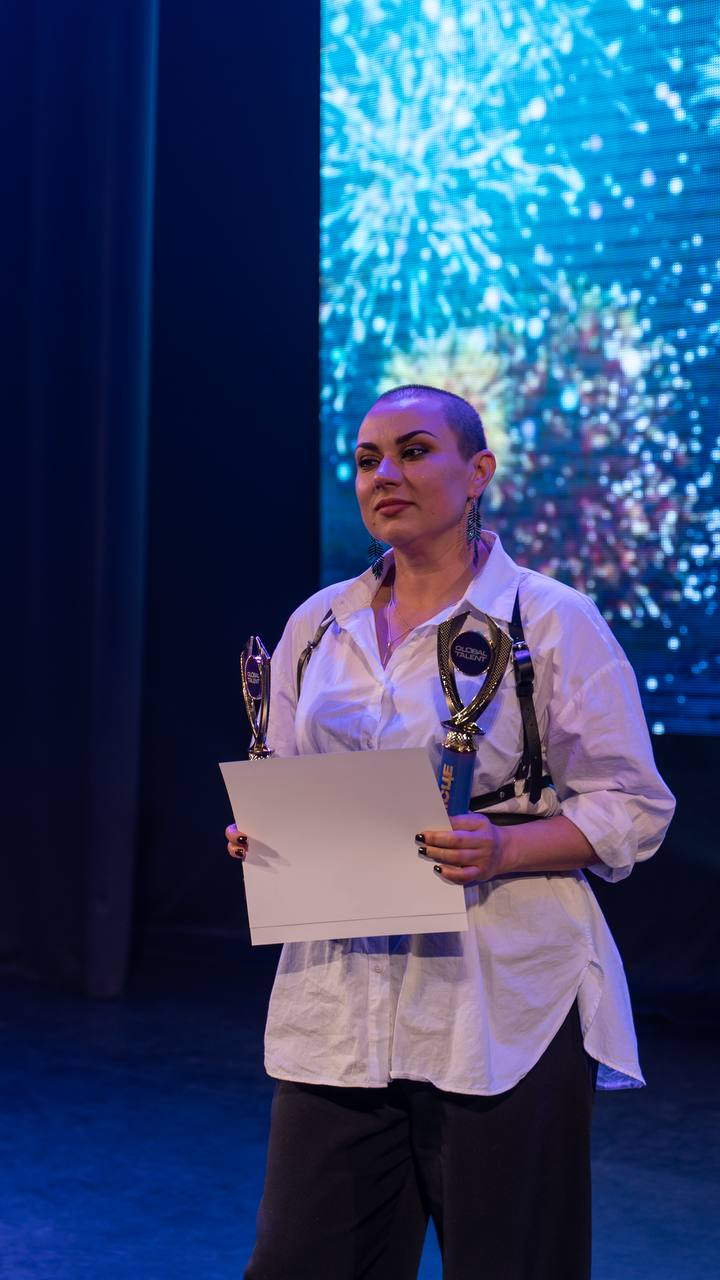
Кристина Шишкарьова – суддя міжнародних конкурсів сучасної хореографії

- International Contemporary Dance Festival Zelyonka Fest
- International dance competition «Junior ballet»
- World of Dance (м. Варшава, Польща)
- Solo Tanz Teatr (м. Штутгарт, Німеччина)
- Premio Doc (м. Неаполь, Італія)
- International dance competition Grand prix (Італія)
- World of Dance (м. Київ, Україна)
- Feal the beat
- Global dance fest
- The Move fest
- The Challenge championship
- The battle of the stars
- Ukrainian golden cup
- Art Dance Festival
- Міжнародний конкурс Gubbio Dance Competition (Італія)
- Contemporary Dance Festival Adonata
- Міжнародний фестиваль сучасного танцю «Zelyonka Fest»
- Фестиваль танцювальної імпровізації «Contemporary Duel 4.11»
- «Aragon Dance Festival» (м. Іскія, Італія)
- Міжнародний конкурс «Grand Prix» (м. Неаполь, Італія)
- Всеукраїнська театральна фестиваль-премія «Гра»

## Творчість

### Перформерка

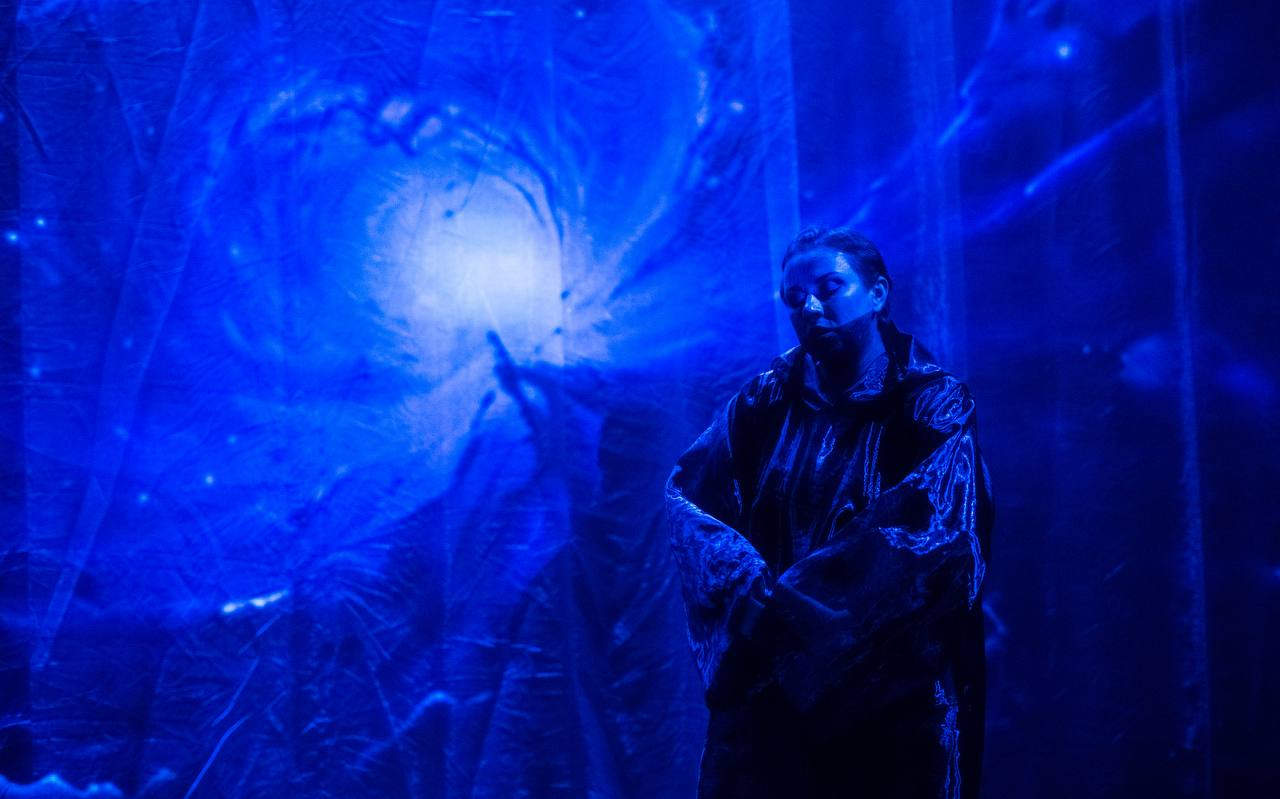
Вистава «Гра Памʼять Майутнього» (2024)

- 2015 — проєкт «Мистецтво війни» Влада Троїцького
- 2015 — перформанс «Стілець та жінка» («Dance Act Festival», Харків)
- 2018 — перформанс «Лот 2»
- 2023 — вистава «У мене все добре»
- 2024 — вистава «2 minus 1=4.5.0» (м. Лейпциг, Німеччина)
- 2024 — вистава-рефлексія «Гра. Пам’ять майбутнього»[9]

### Хореографка

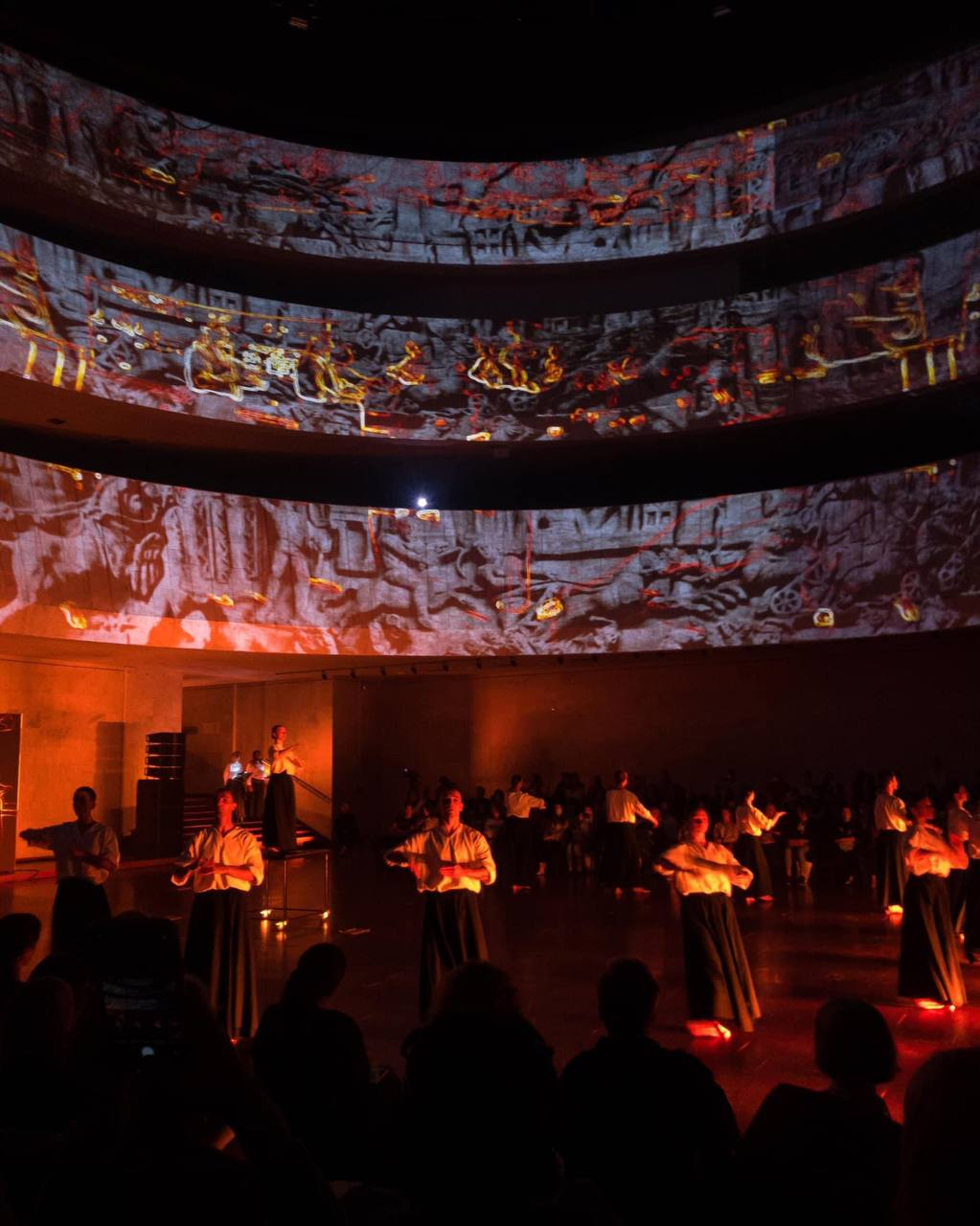
Вистава «Шлях до…» (2021)

- 2010 — кліп «Орігамі»; реж. Олександр Філатович (гурт «Алібі»)[10]
- 2010 — опера «Перси Тіресія» Франсіса Пуленка; реж. Дмитро Тодорюк (Київський муніципальний академічний театр опери та балету) (премія «Київська пектораль» у номінації за кращу музичну виставу року[11])
- 2010 — мюзикл «Дванадцять місяців» Сергія Баневича; реж. Оксана Тараненко (Київський муніципальний академічний театр опери та балету)[12][13]
- 2011, 22 квітня — одноактний сучасний балет «TETRA»[14]
- 2011, 17 листопада — опера «Травіата» Джузеппе Верді; реж. Віталій Пальчиков (Київський муніципальний академічний театр опери та балету) (премія «Київська пектораль» у номінації за кращу музичну виставу року)[15]
- 2011 — шоу «Супердискотека 90-х» (Палац спорту, м. Київ)
- 2013 — вистава «The DOOR»
- 2013 — «Аплодисменти Ввічливих глядачів» на музику Моріса Равеля
- 2013 — танцювальний відеопроєкт «Сховище»
- 2013 — перформанс «Толерантність»
- 2013 — перформанс «Фобос» (текст Олександра Михеда)
- 2015 — танцювальна вистава «Священа Весна» на музику Ігоря Стравинського, текст Олександра Михеда[16]
- 2015 — мюзікл «Олігарх» (Шараварабенд) [джерело?]
- 2016 — сучасна опера з елементами хореографії «Синдром Доріана» (Творче обʼєднання Hronotop.ua)
- 2016 — «Синдром Загубленої Зіготи» за книгою К.П. Естез
- 2018 — вистава «Діалоги» (Імерсивний театр «Uzahvati»)
- 2019 — вистава «Привиди» за романом Чака Паланіка (театр «Tilo Dance Theatre», Львів)
- 2020 — дитяча вистава «Лабіринт»
- 2020 — сюрреалістична відео-вистава «Red Room»
- 2021 — дитяча вистава «Я є де я є»
- 2021 — вистава з нагоди 30-ї річниці незалежності України «Шлях до…»; реж. Влад Троїцький, муз. Яна Шлябанська (Український дім)[17][18]
- 2022 — вистава «…і буде Весна»
- 2024 — фільм «From South to North» («Від півдня до півночі»); реж. Алевтина Кахідзе (прем'єра відбулася в рамках Мальтійського Бієнал'є[19])
- 2024 — вистава «Fathers»; реж. Максим Демський (м. Люблін, Польща)

### Режисерка

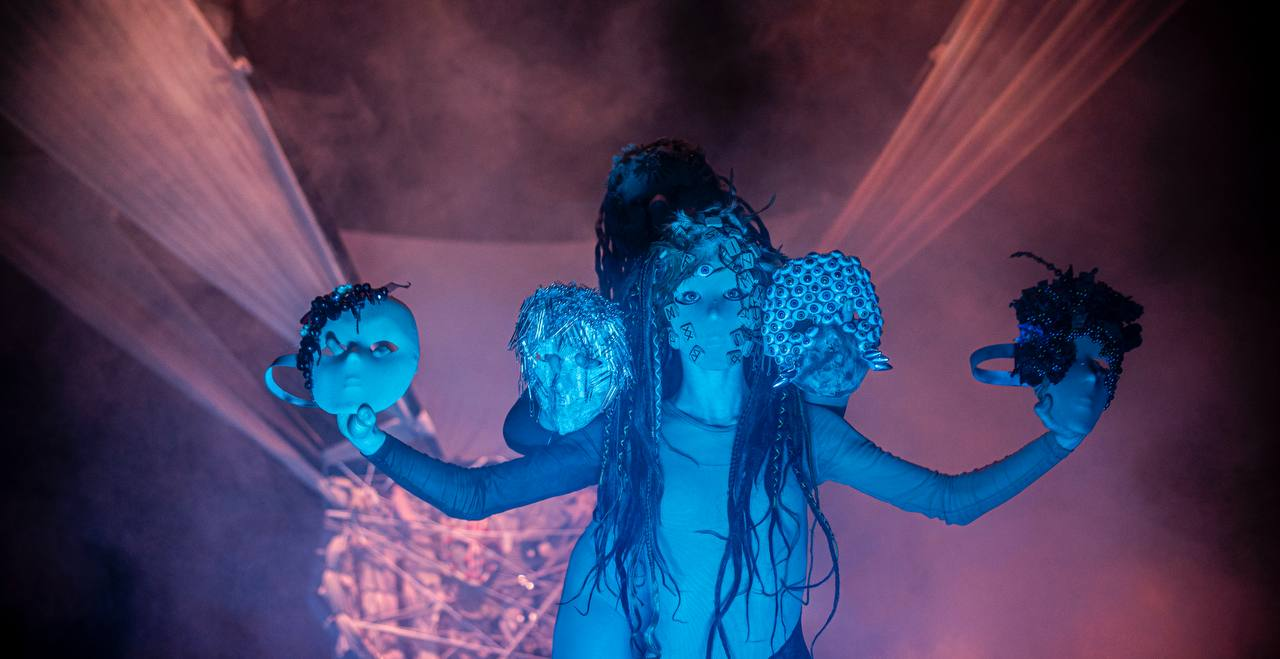
Перфоменс «Реконструкція» (2024)

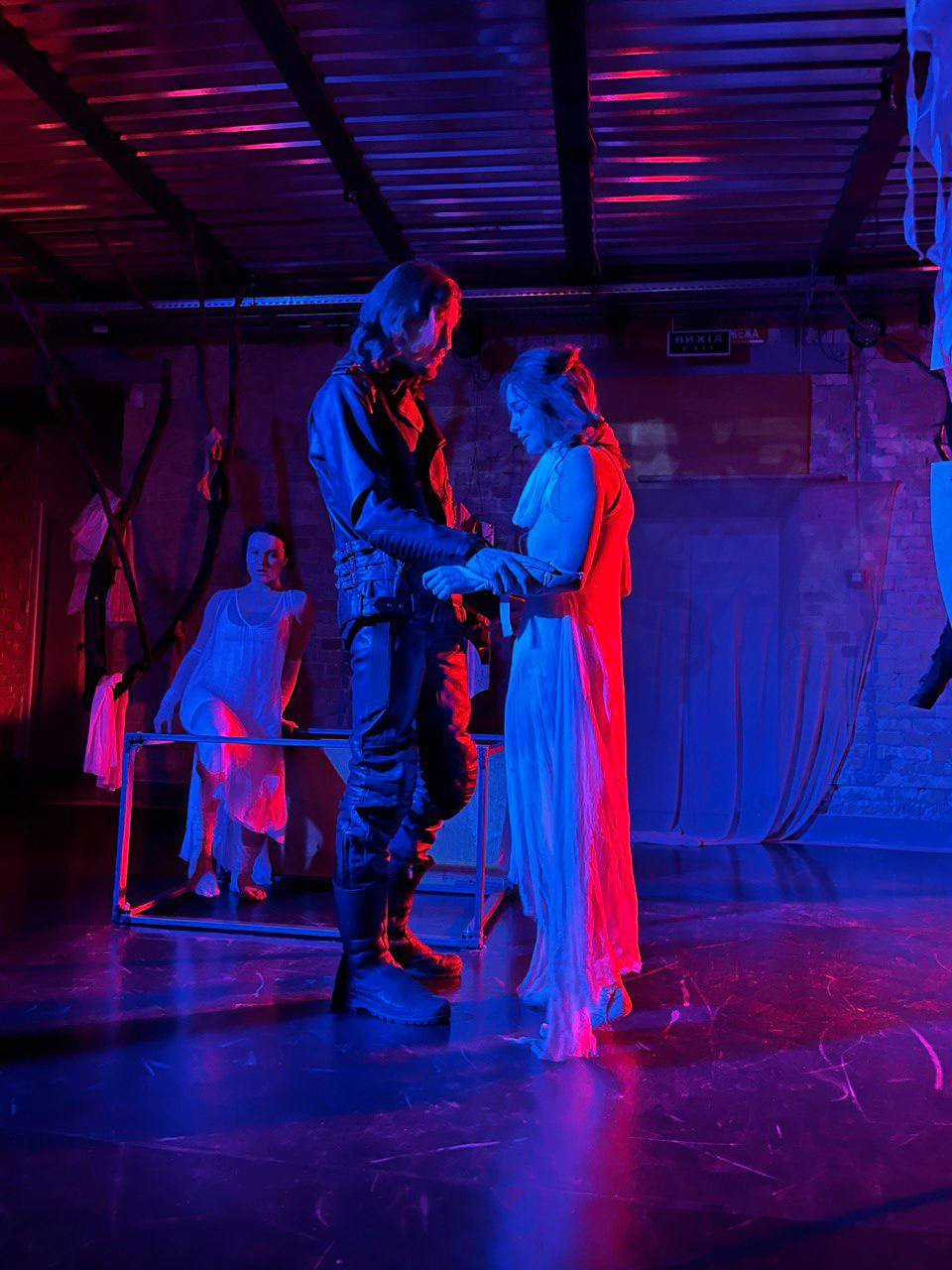
Вистава «Поза Мовчання» (2024)

- 2011, 22 квітня — одноактний сучасний балет «TETRA»[14]
- 2013 — вистава «The DOOR» (піднімає проблему абортів і повʼязаним з цим почуттями)[20]
- 2013 — «Аплодисменти Ввічливих глядачів» на музику Моріса Равеля
- 2013 — танцювальний відеопроєкт «Сховище»
- 2013 — перформанс «Толерантність»
- 2013 — перформанс «Фобос» (текст Олександра Михеда)
- 2015 — танцювальна вистава «Священа Весна» на музику Ігоря Стравинського, текст Олександра Михеда[16]
- 2015 — танцювальний репрезентативний перформанс «Куб»[21]
- 2016 — «Синдром Загубленої Зіготи» за книгою К.П. Естез
- 2017 — короткометражний танцювальний фільм «Tenebris»
- 2018 — перформанс «Три соло: Краса,Здоров’я, Любов, Fb»
- 2018 — перформанс «Лот 2»
- 2019 — перформанс «ТРЦ» на основі нон-фікшн поезії Олександра Михеда (Книжковий арсенал)
- 2019 — вистава «Привиди» за романом Чака Паланіка (театр «Tilo Dance Theatre», Львів)
- 2020 — дитяча вистава «Лабіринт»
- 2020 — сюрреалістична відео-вистава «Red Room»
- 2021 — експериментальна інтерактивна вистава на парковці «Аркан»
- 2022 — вистава «…і буде Весна»
- 2023 — вистава «У мене все добре»
- 2024 — вистава «2 minus 1=4.5.0» (м. Лейпциг, Німеччина)[22]
- 2024 — вистава-рефлексія «Гра. Пам’ять майбутнього» на основі текстів поетів і письменників Розстріляного відродження[23][24]
- 2024 — містичний перформанс «Реконструкція»[25]
- 2024 — драматична вистава «Поза мовчання» драматургиня Юлії Гончар (Театр Драматургів, Київ) (піднімає тему сексуального насилля та аб’юзу)
- 2024 — три перформанси в рамках закриття виставки «Боривітер» прісвяченої життю і творчості Алли Горської (Український дім).
- 2025, 22 лютого — вистава «Антоніна» Тетяни Киценко («Театр Драматургів», Київ)[26]

### Продюсерка
- 2019 — вистава «Асто»; хореограф – Франческо Аннарумма (Україна–Італія)
- 2019 — вистава «I-U-WE»; хореограф – Томас Даніеліс (Україна–Австрія)
- 2021, 19 жовтня — «Anima Oscura» сучасний балет Франческо Аннарумми на музику Дж. Перголезі; пост. Франческо Аннарумма (Італія) («Totem Dance Theatre», м. Київ)[27]

## Нагороди та визнання
- 2011 — VII Міжнародний конкурс артистів балету та хореографів імені Сержа Лифаря. Дипломантка
- 2011 — Найкращий хореограф року за версією My Way Dance Awards
- 2012 — XXV Міжнародний конкурс сучасної хореографії IFMC (м. Вітебськ, Білорусь). Лауреатка 2 ступеню
- 2013 — Міжнародний фестиваль «IFFE». Гран-прі